# 圣塞尔旺 (伊勒-维莱讷省)
圣塞尔旺（法語：Saint-Servan，法語發音：[sɛ̃ sɛʁvɑ̃]），又称滨海圣塞尔旺（法語：Saint-Servan-sur-Mer），是法国伊勒-维莱讷省的一个旧市镇，属于圣马洛区。1967年10月30日，圣塞尔旺与市镇帕拉梅并入市镇圣马洛。

## 地理
圣塞尔旺（48°37'54.0"N, 1°59'58.0"W）面积，位于法国布列塔尼大區伊勒-维莱讷省，该省份为法国西北部沿海省份，位于布列塔尼半岛东部，北濒大西洋，西接阿摩尔滨海省和莫尔比昂省，南至大西洋卢瓦尔省，西南端接曼恩-卢瓦尔省，东临马耶讷省，东北与芒什省接壤。
与圣塞尔旺接壤的市镇（或旧市镇、城区）包括：帕拉梅。
圣塞尔旺的时区为UTC+01:00、UTC+02:00（夏令时）。

## 行政
圣塞尔旺的邮政编码为35400，INSEE市镇编码为35313。

## 人口
圣塞尔旺于1962年时的人口数量为14963人。